# Außerordentlicher FDP-Bundesparteitag 1994 (Dezember)
Koordinaten: 50° 52′ 39,4″ N, 12° 4′ 51,7″ O

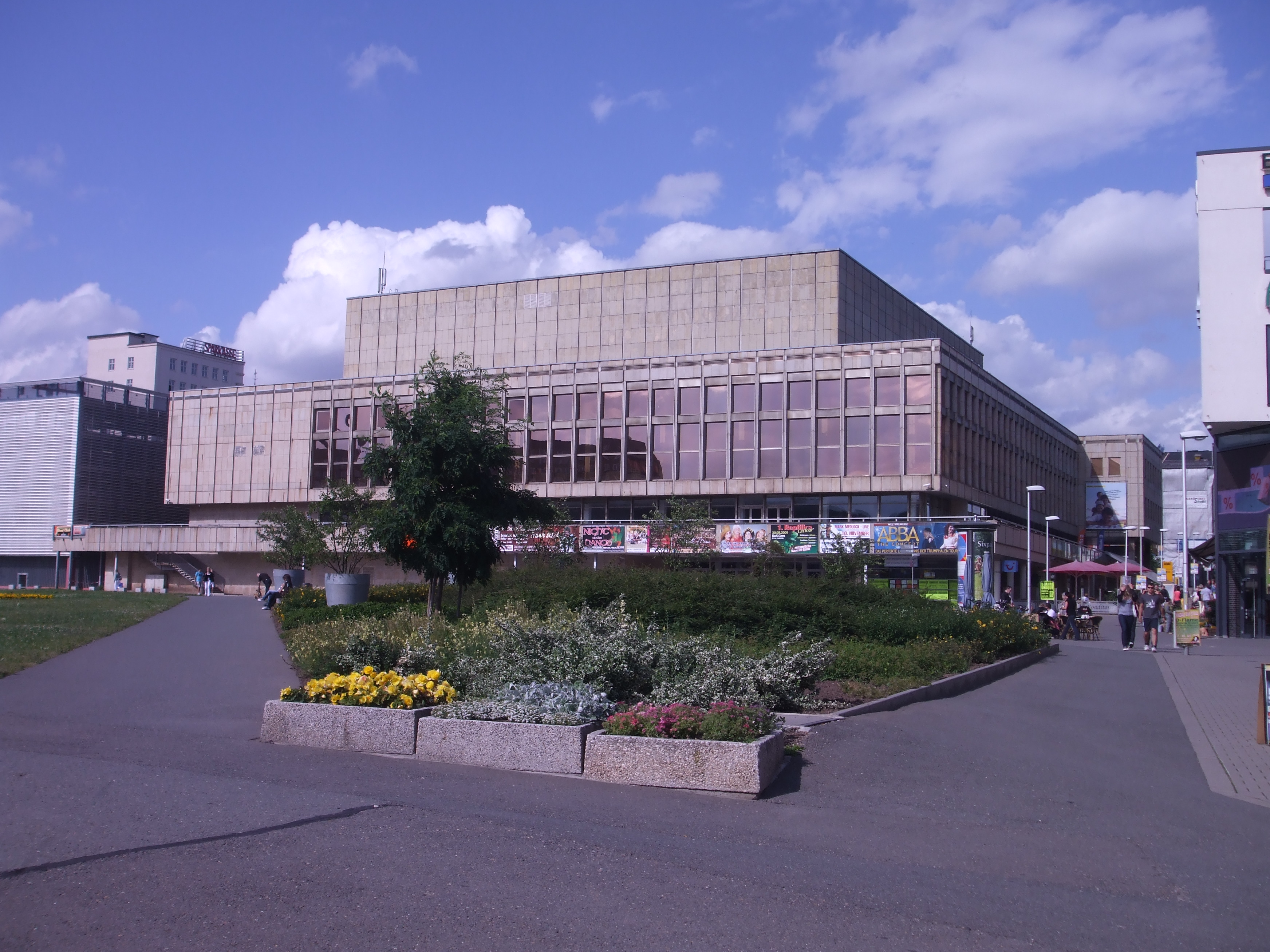
Kultur- und Kongresszentrum Gera

Den zweiten außerordentlichen Bundesparteitag 1994 hielt die FDP vom 11. bis 12. Dezember 1994 in Gera ab. Es handelte sich um den 14. außerordentlichen Bundesparteitag der FDP in der Bundesrepublik Deutschland.

## Verlauf und Beschlüsse
Angesichts einer Serie von Wahlniederlagen stand die Parteispitze unter erheblichem Druck. Der Parteivorsitzende Außenminister Klaus Kinkel hielt eine Grundsatzrede und stellte die Vertrauensfrage, bei der er im Amt bestätigt wurde. Außerdem wurde eine Kommission für den Entwurf eines neuen Grundsatzprogramms eingesetzt. Es wurde ein Beschluss gegen die Verfolgung von kurdischen Mitgliedern des türkischen Parlaments gefasst.

## Delegiertenschlüssel
Insgesamt wurden zum Bundesparteitag 662 Delegierte eingeladen. Nach dem Mitgliederstand der Landesverbände zum 31. Dezember 1992 (330 Delegierte) und den Wählerstimmenzahlen (330 Delegierte) der Bundestagswahl vom 2. Dezember 1990 standen den Landesverbänden für die Amtszeit der Delegierten, die am 1. Mai 1993 begann und am 30. April 1995 endete, die folgenden Delegiertenrechte zu. Die Berechnung in der Bundesgeschäftsstelle durch den Bundesgeschäftsführer Rolf Berndt erfolgte am 18. Januar 1993 und wurde den Landesverbänden mitgeteilt.
Nach dem Mitgliederbestand der Landesverbände und den Wählerstimmen ergab sich folgender Delegiertenschlüssel:
| Delegiertenrechte zum Bundesparteitag | Delegiertenrechte zum Bundesparteitag | Delegiertenrechte zum Bundesparteitag | Delegiertenrechte zum Bundesparteitag | Delegiertenrechte zum Bundesparteitag | Delegiertenrechte zum Bundesparteitag | Delegiertenrechte zum Bundesparteitag |
| Landesverband                         | Delegierte nach Mitgliederzahl        | Delegierte nach Mitgliederzahl        | Delegierte nach Wählerstimmen         | Delegierte nach Wählerstimmen         | Summe                                 | Vorher                                |
| ------------------------------------- | ------------------------------------- | ------------------------------------- | ------------------------------------- | ------------------------------------- | ------------------------------------- | ------------------------------------- |
| Baden-Württemberg                     | 7.117                                 | 23                                    | 667.272                               | 43                                    | 66                                    | 57                                    |
| Bayern                                | 5.890                                 | 19                                    | 551.892                               | 35                                    | 54                                    | 47                                    |
| Berlin                                | 4.260                                 | 13                                    | 183.780                               | 12                                    | 25                                    | 25                                    |
| Brandenburg                           | 5.177                                 | 16                                    | 138.586                               | 9                                     | 25                                    | 38                                    |
| Bremen                                | 624                                   | 2                                     | 50.630                                | 3                                     | 5                                     | 4                                     |
| Hamburg                               | 1.868                                 | 6                                     | 117.293                               | 8                                     | 14                                    | 12                                    |
| Hessen                                | 7.484                                 | 24                                    | 374.240                               | 24                                    | 48                                    | 38                                    |
| Mecklenburg-Vorpommern                | 5.826                                 | 19                                    | 91.229                                | 6                                     | 25                                    | 30                                    |
| Niedersachsen                         | 8.056                                 | 26                                    | 474.609                               | 31                                    | 57                                    | 46                                    |
| Nordrhein-Westfalen                   | 20.017                                | 64                                    | 1.118.967                             | 72                                    | 136                                   | 110                                   |
| Rheinland-Pfalz                       | 5.200                                 | 17                                    | 245.283                               | 16                                    | 33                                    | 26                                    |
| Saarland                              | 2.588                                 | 8                                     | 42.459                                | 3                                     | 11                                    | 8                                     |
| Sachsen                               | 9.666                                 | 31                                    | 345.471                               | 22                                    | 53                                    | 69                                    |
| Sachsen-Anhalt                        | 8.394                                 | 27                                    | 314.265                               | 20                                    | 47                                    | 65                                    |
| Schleswig-Holstein                    | 3.179                                 | 10                                    | 185.636                               | 12                                    | 22                                    | 18                                    |
| Thüringen                             | 7.841                                 | 25                                    | 221.621                               | 14                                    | 39                                    | 67                                    |
| Bundesgebiet                          | 103.187                               | 330                                   | 5.123.233                             | 330                                   | 660                                   | 660                                   |
| Auslandsgruppe Europa                 |                                       | 2                                     |                                       |                                       | 2                                     | 2                                     |